# Rebelia modlitewników

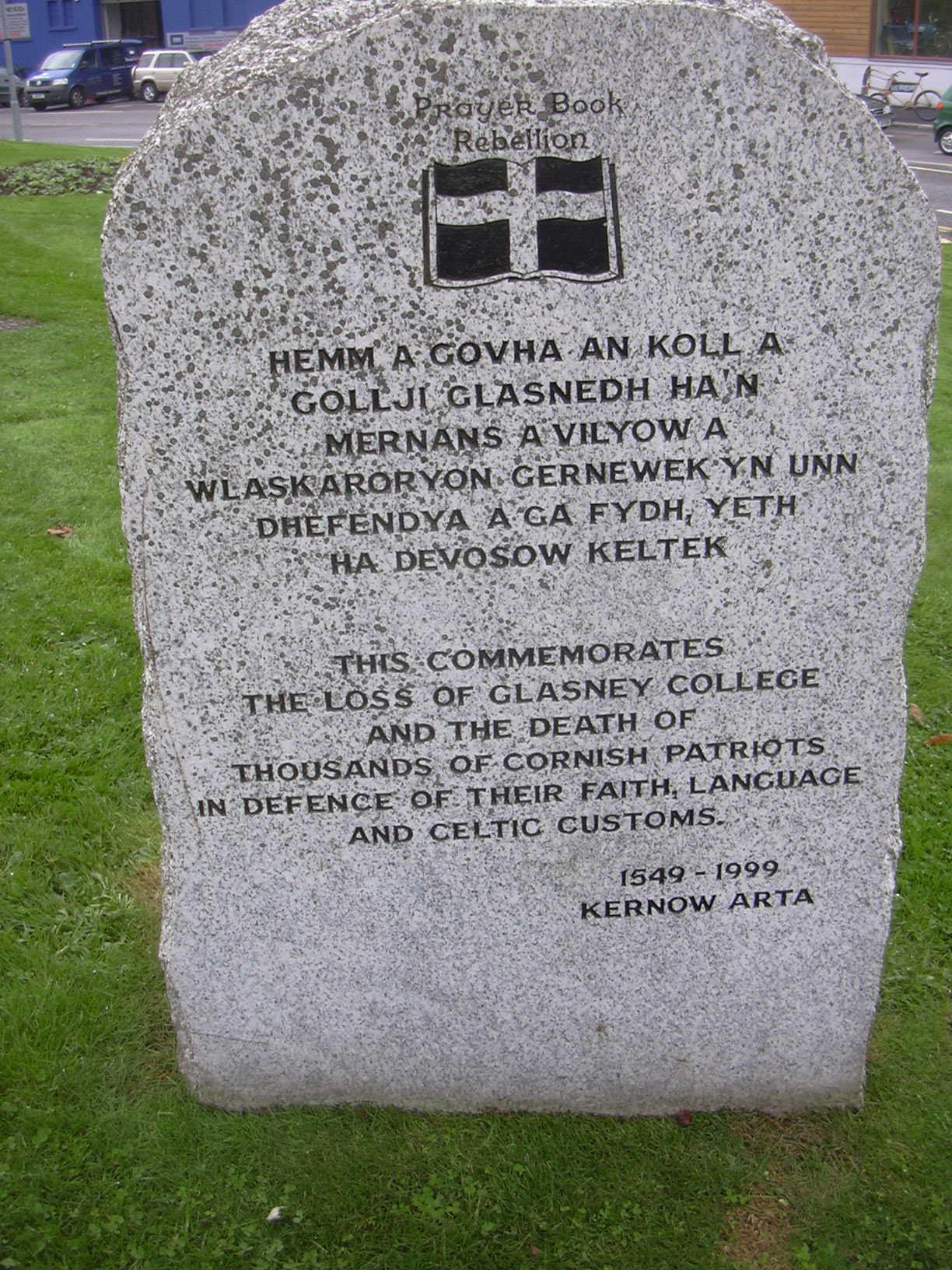
Obelisk upamiętniający rebelię

Rebelia modlitewników (ang. The Prayer Book Rebellion) – rewolta ludowa w Kornwalii w r. 1549, będąca protestem ludności kornijskojęzycznej przeciwko wprowadzeniu modlitewników w języku angielskim i wiążącej się z tym protestantyzacji katolickich Celtów - Kornwalczyków.

## Przyczyny
Na fali reformacji, w roku 1549 w okresie panowania króla Edwarda VI parlament brytyjski wydał ustawę, tzw. Act of uniformity, którego intencją było zastąpienie języka łacińskiego angielskim w obrzędach religijnych – prawodawcy wyszli z założenia, że na terenie Anglii język angielski jest powszechnie znany. Ustawa nie zabraniała wprost używania łaciny – jednak miała w założeniu umocnić pozycję angielszczyzny. Kornwalia nie była jednak przygotowana na taką zmianę, jako region była w zasadzie jednojęzyczna. Narzucenie nowego języka zostało odebrane jednoznacznie negatywnie.

## Przebieg
W tym samym roku, w odpowiedzi na akt prawny, nakazujący używanie wyłącznie angielskojęzycznego modlitewnika Book of common prayers wybuchła rewolta zwana jako rebelia modlitewników – około 4000 ludzi protestowało przeciw wprowadzeniu modlitewników w języku angielskim na terenie obecnych hrabstw Kornwalia i Devon. Walki miały charakter uliczny; wiele szlachty schroniło się w starych zamkach. Rebelianci posługiwali się hasłem Kill all gentlemen. Protest był wymierzony również w warstwy wyżej wykształcone.

## Skutki
O rozruchach został powiadomiony Londyn. Królewskie siły pokonały Plymouth, prokatolicki Exeter został pokonany przez oblężenie. Stoczono kilka bitew i potyczek. Przywódców rebelii stracono, a ludność poddano licznym represjom. Straty w ludności kornijskiej w wyniku rewolty szacuje się na 20 procent; 4000 osób zginęło a dalszych 1000 powieszono po ustaniu rebelii. W konsekwencji rebelia skończyła się całkowitą klęską i zapoczątkowała zanik języka kornijskiego. 